# 장수허리노린재
장수허리노린재는 노린재목 허리노린재과에 속한 곤충이자 노린재의 일종이다. 노린재류 중에는 중 대형 노린재에 속한다. 몸은 개체에 따라 다르지만 흑갈색을 띈다. 암컷은 보통 억새의 잎에 알을 낳는다.